# Дуги мач
Дуги мач је дефиниција мача који је био дужи од до тада обиних мачева њиховог времена.

## Историја
Као дуги мач прво се назива античка такозвана спата, који су развили Келти и после њих Римљани и Германи. Спата је са неких 75-110 cm била дужа од тада уобичајног гладиуса или сакса и водила се углавном једном руком. У касном античком добу па све до раног средњег века овај тип мача доминира међу ондашњим врстама мачева. Сечиво је било оштро са обе стране, касније, пак, ради смањивања тежине ковано и са једном браздом.
У касном средњем веку, од средине XIV века, дуги мач еволуира из класичних једноручних у такозване једноипоручне и дворучне мачеве. Нове врсте дугог мача настале су из борба са тешким челичним оклопима у којима су се ретко користили штитови, при чему су били потребни модификовани мачеви и нове, развијеније мачевалачке технике. Једноипоручни мачеви (дужина сечива 75-110 cm, обично око 105 cm) били су дужи од једноручних (40-80 cm, понекад и метар), али краћи и лакши од тешких дворучних мачева (120-150 cm, неки и по два метра, мада су ово били више мачеви за показивање него за борбу). Једноипоручни мачеви могли су се водити једном и обема рукама због чега су названи исто бастардом или бастардним мачем. Извори говоре да су се технике изводиле обично обема рукама. Дворучни мачеви водили су се искључиво обема рукама. Борци који су знали руководити дворучним мачем били су веома цењени и обично у саставу са тешком пешадијом XV и XVI века чије је главно оружје било дуго копље.
Са развијањем ватреног оружја где се, као последицом, из потребе губе оклопи (мада добар оклоп могао је да издржи испаљени метак још у XVI веку), нестају исто тешки и дугачки мачеви као и буздовани, ратне секире итд., а на њихово место ступиле су сабље, флорети и други лаки мачеви. Тиме се изгубила и традиција старих европских борилачких техника, док су у понеким крајевима разне технике адаптиране у народњачке борбе са штапом као нпр. у хого до пау.

## Новије време
У новије време са појачаним интересовањем за европске борилачке вештине расте и популарност дугих мачева, чему су допринуле исто литература и филмови из облика фантастике.